# Sismo de Jiji de 1999
O sismo Chi-Chi (mais tarde também conhecido como Jiji) ou o grande terremoto de 21 de setembro, foi um terremoto de 7,3 ML ou 7,7 Mw que ocorreu na cidade de Jiji (Chi-Chi), Condado de Nantou, Taiwan, em 21 de setembro de 1999 às 01:47:12 , horário local. No total,  2.415 pessoas foram mortas, 11.305 feridas e foram causados danos no valor de 300 bilhões de dólares taiwaneses (cerca de 10 bilhões de dólares). É o segundo terremoto mais mortal na história registrada de Taiwan, depois do terremoto de Shinchiku-Taichū de 1935.
O terremoto ocorreu às 01:47:12,6 TST na terça-feira, 21 de setembro de 1999 (ou seja, 21/09/1999, daí "921"). O epicentro foi em 23,77° de latitude N, 120,98° E de longitude, 9,2 quilômetros (5,7 mi) a sudoeste do Lago Sun Moon, perto da cidade de Jiji (Chi-Chi), condado de Nantou. O tremor mediu 7,7 na escala de magnitude do momento e 7,3 na escala Richter, com uma profundidade focal 8 quilômetros. A Administração Central de Meteorologia registrou um total de 12.911 tremores secundários no mês seguinte ao tremor principal. A energia total liberada é estimada em 2,1 × 1017 J, aproximadamente o mesmo que a Tsar Bomba. O terremoto ocorreu em um local incomum para Taiwan, que sofre a maioria dos terremotos na costa leste, e esses terremotos normalmente causam poucos danos. Um dos tremores secundários, em 26 de setembro, mediu 6,8 na escala Richter e causou o colapso de edifícios anteriormente enfraquecidos, matando outras três pessoas.
A distribuição de energia elétrica foi cortada em grande parte da ilha, devido a danos em centrais eléctricas, estações de transmissão e ao encerramento automático das três centrais nucleares de Taiwan, que foram reiniciadas dois dias depois. O fornecedor nacional de eletricidade Taipower afirmou que um dia após o terremoto a energia foi restaurada em 59% do país.